# How to Clean Everything
How to Clean Everything – debiutancki album anarchopunkowej grupy Propagandhi.

## Lista utworów
1. "Anti-Manifesto" – 3:36
2. "Head? Chest? Or Foot?" – 2:04
3. "Hate, Myth, Muscle, Etiquette" – 2:43
4. "Showdown (G.E./P.)" – 3:47
5. "Ska Sucks" – 1:50
6. "Middle Finger Response" – 2:23
7. "Stick the Fucking Flag Up Your Goddam Ass, You Sonofabitch" – 2:51
8. "Haillie Sellasse, Up Your Ass" – 4:11
9. "Fuck Machine" – 3:06
10. "This Might Be Satire" – 1:34
11. "Who Will Help Me Bake This Bread?" – 2:41
12. "I Want Ü 2 Vant Me" (Cheap Trick cover) – 2:47